# ليزا شفاب
ليزا شفاب (بالألمانية: Lisa Schwab)‏ (30 مايو 1989 في ألمانيا - ) هي لاعبة كرة قدم ألمانية في مركز الهجوم. شاركت مع منتخب ألمانيا الوطني لكرة القدم للسيدات تحت 15 سنة ‏ ومنتخب ألمانيا تحت 17 سنة للسيدات لكرة القدم ومنتخب ألمانيا تحت 19 سنة للسيدات لكرة القدم ومنتخب ألمانيا تحت 20 سنة للسيدات لكرة القدم ومنتخب ألمانيا تحت 23 سنة للسيدات لكرة القدم ‏. أما مع النوادي، فقد لعبت مع 1. FC Saarbrücken (women) ‏ وباير 04 ليفركوزن للنساء ‏.

## وصلات خارجية
- ليزا شفاب على موقع الاتحاد الدولي (مؤرشف)  (الإنجليزية)
- ليزا شفاب على موقع قاعدة بيانات كرة القدم.إي يو (الإنجليزية)
- ليزا شفاب على موقع بيانات كرة القدم. دي إي (الألمانية)
- ليزا شفاب على موقع عالم كرة القدم.نت (الإنجليزية)